# Mastectomie

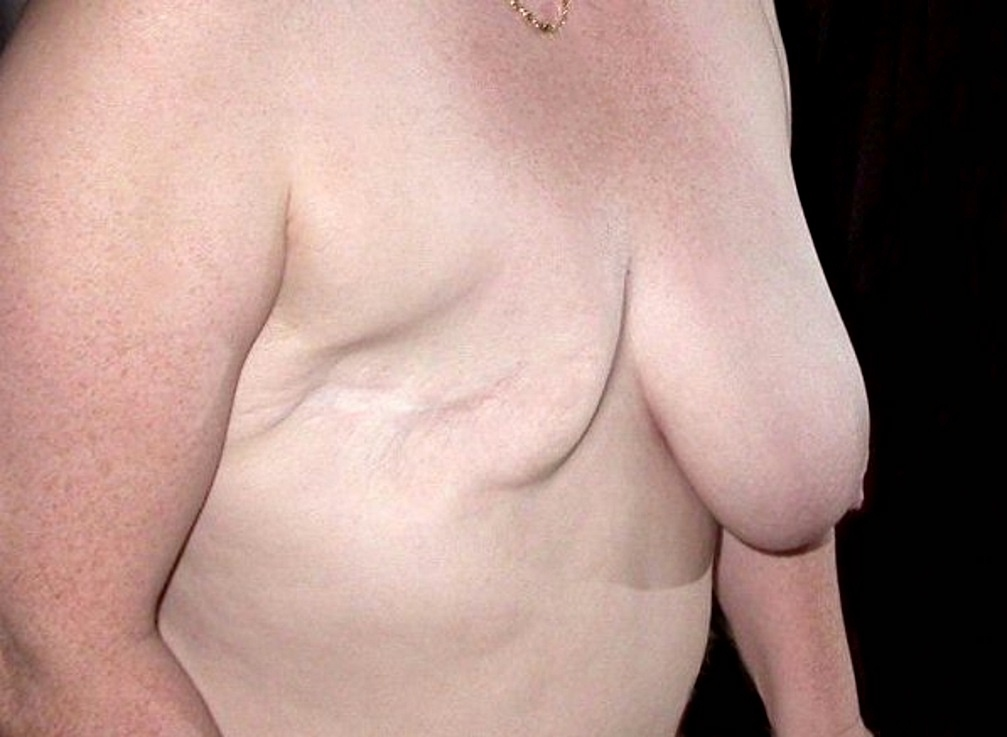
Résultat d'une mastectomie radicale du sein droit, 10 mois après l'opération.

La mastectomie, mammectomie, ou chirurgie mammaire non conservatrice, est l'enlèvement chirurgical, partiel ou total, d'un sein ou des deux. Elle est pratiquée dans la grande majorité des cas pour lutter contre un cancer du sein. 

## Indications
La mastectomie est souvent proposée comme traitement du cancer du sein, comme traitement ou à titre de précaution  dans le cas du carcinome canalaire in situ, voire du carcinome lobulaire in situ. Elle se fait aussi parfois dans un but prophylactique chez certaines femmes en qui on soupçonne un risque élevé de cancer du sein afin de prévenir le cancer plutôt que d'avoir à le traiter. Par contraste, dans le cas d'une excision importante mais locale (mastectomie partielle appelée aussi tumorectomie quand le diagnostic précoce met en évidence une tumeur encore petite ou bénigne), on n'enlève qu'un petit volume du tissu mammaire contenant la tumeur et du tissu en bonne santé qui le recouvre afin de conserver le sein.
Traditionnellement, en cas du cancer du sein, c'est le sein entier qu'on enlevait. Souvent la mastectomie était exécutée au cours même de l'opération pendant laquelle la biopsie a été effectuée et avait confirmé le diagnostic. De nos jours, la décision de procéder à la mastectomie se fonde d'habitude sur une biopsie préalable. La tendance actuelle est plutôt une approche plus conservatrice pour traiter le cancer du sein. La pratique a changé, d'une part en raison des progrès de la radiothérapie et des traitements d'appoint (comme la chimiothérapie ou la thérapie hormonale) à la suite desquels une excision suffisamment importante rendra une métastase moins probable, et d'autre part du fait que l'on reconnaît ces métastases plus tôt. L'excision radicale ne prévient pas l'apparition ultérieure de tumeurs secondaires éloignées dues à des micro-métastases antérieures à la découverte, au diagnostic et à l'opération, traitées par une chimiothérapie et une hormonothérapie complémentaires. En cas de cancer localement avancé avec envahissement de la paroi thoracique, il convient de réaliser une pariétectomie dans le même temps opératoire.
Dans les pays développés, seule une minorité de cancers est traitée par mastectomie. 

### Mastectomie et transidentité

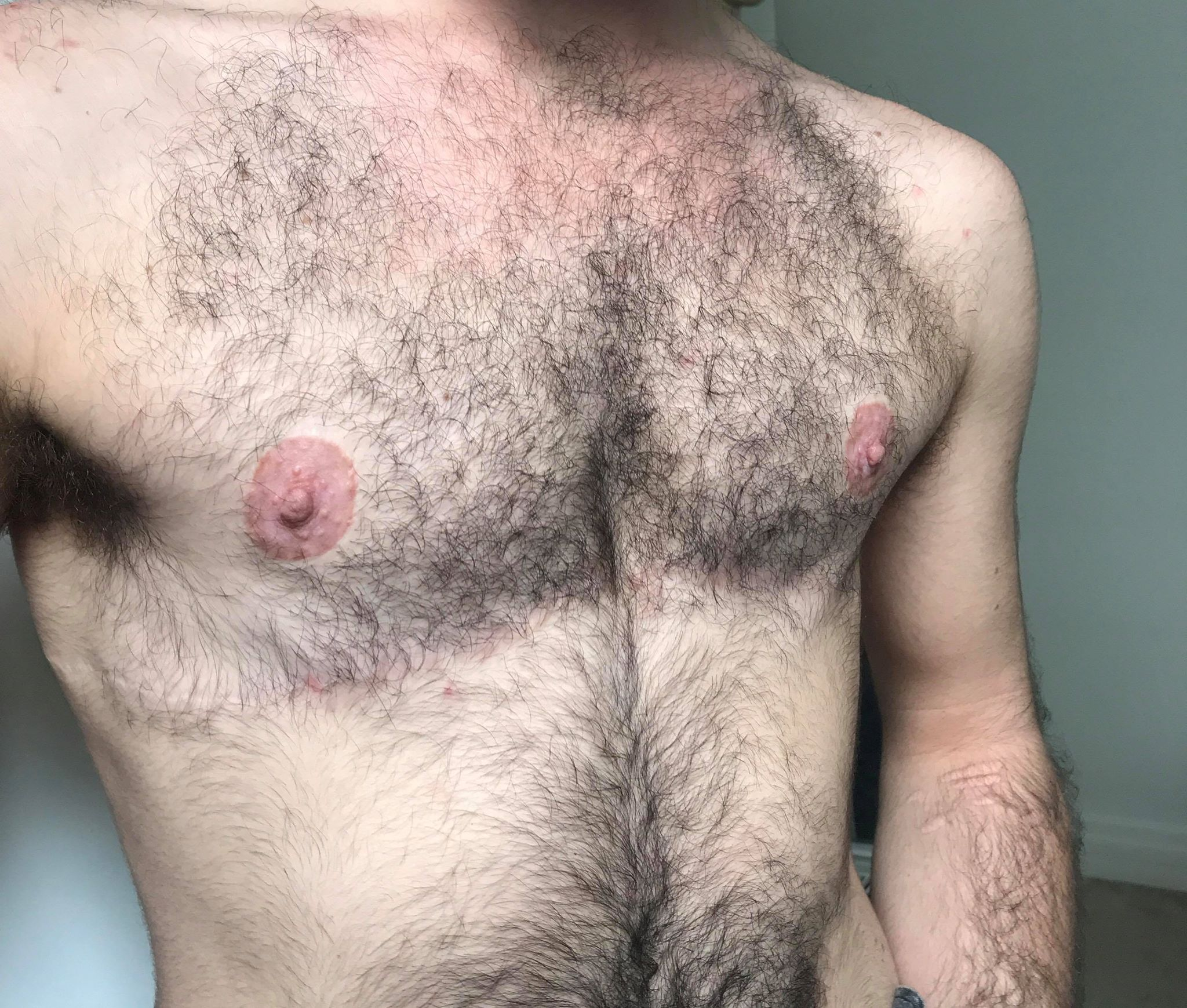
Un homme transgenre guéri après une mastectomie et la reconstruction de sa poitrine

La mastectomie, aussi appelée mammectomie, est une opération à laquelle une grande partie des personnes trans masculines ont recours. 
Cette opération n’a donc pas toujours une cause médicale (cancer), mais est aussi une opération visant à obtenir du passing, à diminuer la dysphorie ou visant l'esthétique du corps, dans le but de donner un torse plat au patient. 
La technique d’opération la plus courante est la double incision, pour les plus grosses poitrines. Le chirurgien ouvre une ligne sous chaque seins et en extrait les glandes mammaires ainsi que la graisse, puis replace les tétons à un endroit donnant au torse un aspect plus « naturel » laissant des cicatrices sous les pectoraux.
La seconde technique d’opération la plus utilisée est la mammectomie péri-aréolaire. Elle consiste elle aussi au retrait des glandes mammaires, mais en incisant directement sous le téton, laissant seulement une fine cicatrice. Cette opération nécessite toutefois d’avoir un petit bonnet.

### Mastectomies à but prophylactique
Le premier cas connu de mastectomie à but prophylactique remonte à 1921, et concerne l'ablation du sein controlatéral à celui atteint d'un cancer. Avec le développement de la chirurgie constructrice, ce type d'intervention s'est développé dans les années 1960 et 1970. Une première étude de 1989 conduisait à des conclusions satisfaisantes sur les effets des mammectomies de type sous-cutanée, avec un taux d'apparition ultérieur de 0,4 % de cas de cancers du sein ; toutefois les biais méthodologiques identifiés, dont la disparition de 30 % des femmes de la liste de suivi a conduit à s'interroger sur la pertinence de ces résultats. 
En 1997, un consensus au sein du Cancer Genetics Studies Consortium concluait à l'absence de preuves permettant de conseiller ou déconseiller l'ablation dans le cas d'anomalies des gènes BRCA, en raison des cas de cancers survenus ultérieurement, que ce soit à la suite de mammectomies partielles (subcutanées) ou totales. Une étude effectuée par la clinique Mayo sur une population opérée  entre 1963 et 1993 a conclu à une réduction du risque de 90 %. D'autres études ont aussi fait part d'une réduction significative du risque, et l'auteur de la synthèse insiste sur la nécessité de présenter les options alternatives, et la balance à faire entre avantages et inconvénients, aspects psycho-sociologiques inclus.
L'annonce faite par Angelina Jolie d'une double mastectomie préventive, en raison de la présence chez la patiente d'une déficience du gène BRCA1 induisant un fort risque de cancer, a défrayé la chronique en 2013,.

### Complications
Une étude sur une cohorte de 269 femmes ayant fait l'objet d'une double mammectomie de précaution fait état d'un taux de complication de 64 %.

## Modalités
Il existe trois types principaux de mastectomie:
- mastectomie simple ou totale: le sein entier est retiré;
- mastectomie radicale modifiée: le sein entier, les ganglions lymphatiques axillaires et les tissus recouvrant les muscles pectoraux sont retirés;
- mastectomie radicale: semblable à la précédente, mais les muscles pectoraux sont également retirés.

Une mastectomie bilatérale est l’ablation des deux seins.